# Колонна, Джованни Паоло
Джова́нни Па́оло Коло́нна (итал. Giovanni Paolo Colonna; около 1640—1695) — итальянский духовный композитор, ученик Джакомо Кариссими.
Родился в семье, в которой было пятеро детей. Сын Антонио Колонны (ок. 1600–1666) и его жены Франчески Динарелли. Его отец был известным органостроителем. Учился у Агостино Филиппуцци в Болонье, а также у Антонио Марии Аббатини и Орацио Беневоли в Риме. 
Основал в Болонье музыкальную школу, откуда вышло много хороших музыкантов, например: Бонончини, Клари. Писал псалмы, мотеты, мессы. Коллекция духовных сочинений Колонны была собрана по приказу Леопольда I.